# Bratři Čapkové

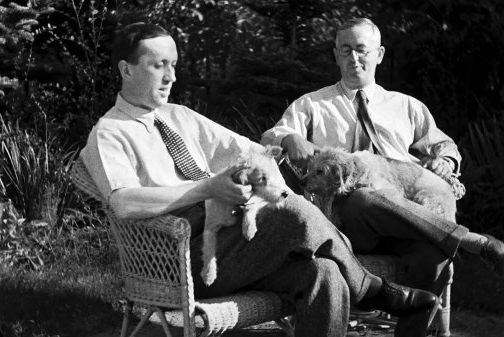
Karel Čapek (vlevo) s bratrem Josefem (vpravo)

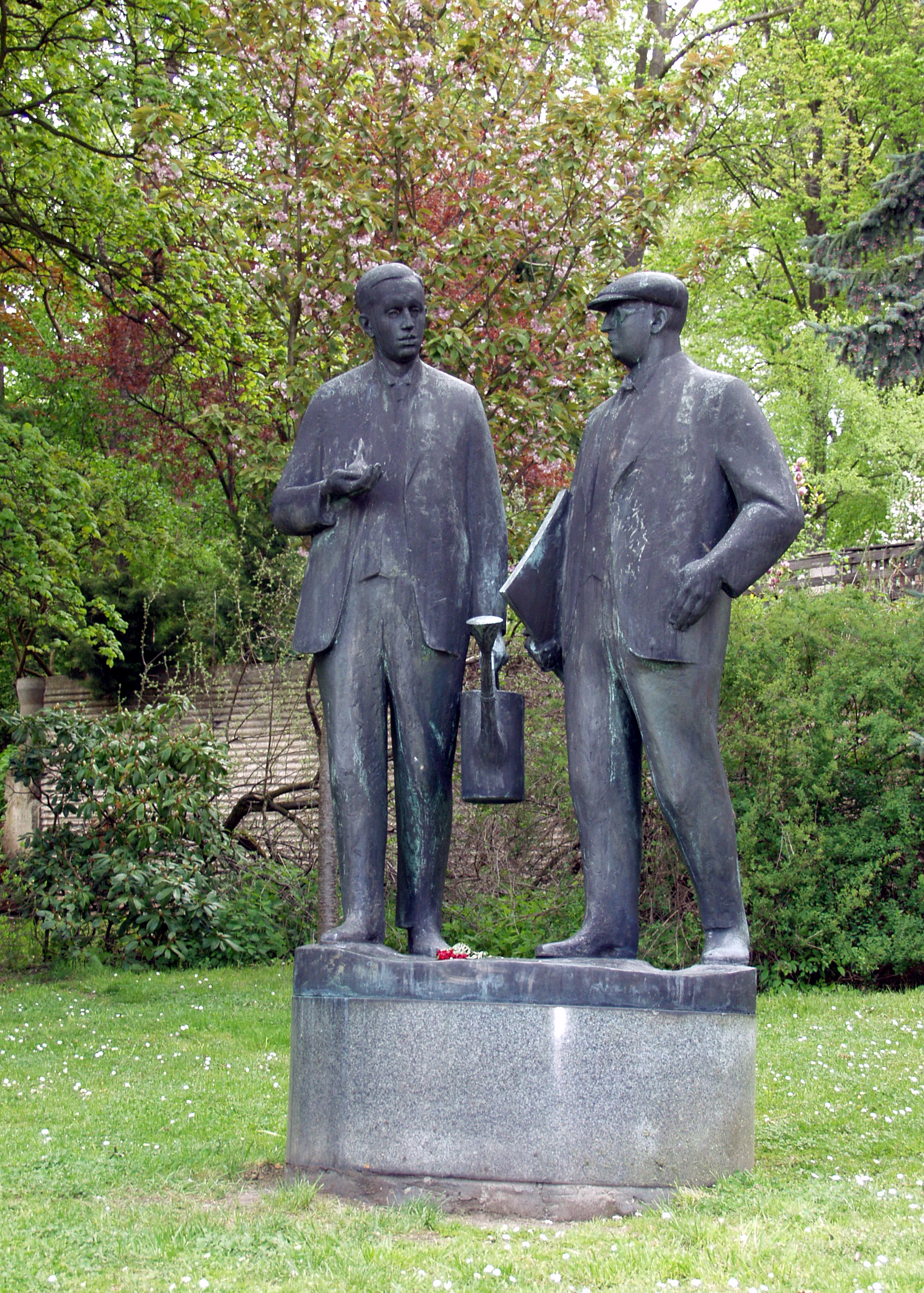
Socha bratrů Čapků ve Svatoňovicích

Bratři Čapkové je označení bratrské dvojice Josefa a Karla Čapkových.

## Společná díla
Bratři Čapkové se společně podíleli na některých knihách, povídkách a dramatech:

### Povídky
- Zářivé hlubiny a jiné prosy (1916)
- Krakonošova zahrada (1918)
- Devatero pohádek a ještě jedna od Josefa Čapka jako přívažek (1932)

### Dramata
- Ze života hmyzu (1921)
- Lásky hra osudná (1922)
- Adam stvořitel (1927)

## Připomínky bratří Čapků
- Muzeum bratří Čapků, Malé Svatoňovice, v rodném domě Karla Čapka
- Sousoší bratří Čapků v Malých Svatoňovicích (Josef Malejovský, 1969)[1]
- Pomník bratří Čapků na náměstí Míru v Praze (Pavel Opočenský, 1993)[2]
- Pamětní desky v Úpici (1960), Bílovicích nad Svitavou (1965), Praze (ul. Bratří Čapků, 1983; ul. Říční, 1985), Oravském Podzámku (1986), Prohoři u Žlutic (2005)[3]
- Základní školy bratří Čapků v Úpici, Praze, Příbrami, Ústí nad Orlicí, gymnázium bratří Čapků v Praze
- Ulice Bratří Čapků Praha, Brno, Česká Třebová, České Budějovice, Česká Lípa, Jihlava, Klimkovice,Příbram, Žatec, Žďár nad Sázavou, Velké Přílepy, Neratovice, Úvaly, Čelákovice, Dobříš, Holice, Červený Kostelec, Olomouc; náměstí Bratří Čapků Telč

### Film
- Člověk proti zkáze, celovečerní hraný film o posledních létech života Karla Čapka z roku 1989 režisérů Jaromíra Pleskota a Štěpána Skalského, kde hlavní postavy ztvárnili Josef Abrhám (Karel Čapek), Hana Maciuchová (Olga Scheinpflugová) a František Řehák (Josef Čapek) [4].